# Величко Григорій Іванович
Григо́рій Іва́нович Вели́чко (21 жовтня 1863, Миколаїв — 1935, Харків) — український географ і природознавець. Перший українець — доктор філософії з географії (з лютого 1893). Дійсний член НТШ з 1899 року.

## Життєпис
Григорій Величко народився 21 жовтня 1863 року у місті Миколаєві Королівство Галичини та Володимирії, Австрійська імперія (нині Львівська область, Україна); у родині заможного українського селянина.
У 1883 році закінчив українську (руську) академічну гімназію у Львові. У 1883—1889 роках навчався у Львівському університеті — спочатку  на теологічному (1883—1886), а пізніше  на філософському факультеті (1886—1889). На останньому він захопився географією, яка визначила багато в чому його подальшу наукову кар'єру. Став послідовником ідей та учнем Антонія Ремана, який заснував у 1882 році у Львівському університеті першу в Україні кафедру географії. Впродовж 1889—1892 років продовжував навчання у Віденській  географічній студії (1889—1890), Парижіській історико-філологічній студії (1890—1891) (Сорбонна, Колеж де Франс) й Санкт-Петербурзькій знову географічній студії(1891—1892).
Повернувшись до Галичини, з 1892 р. працював у семінаріях та гімназіях, де викладав географію: спершу у Львівській учительській семінарії (1892—1893), потім у Дрогобицькій (1893—1895), Перемиській (1895—1898), Станиславівській цісарсько-королівській (1898—1899) та Тернопільській українській (1899—1903) гімназіях. Згодом працює знову у Львівській учительській семінарії, а також у Львівській академічній гімназії.
У 1925—1927 pp. викладав в Уманському сільськогосподарському інституті. З 1927 р. на запрошення академіка Степана Рудницького — співпрацював у Українському науково-дослідному інституті географії і картографії (м. Харків). З 1929 pоку був керівником сектору біогеографії цього інституту.
Заарештований НКВС і розстріляний у 1932 році. Газета «Діло» у Львові за 7.11.1932 р. повідомила, що 1 жовтня 1932 року у Харкові помер Григорій Величко — «б. Професор української гімназії у Львові й Тернополі, голова т-ва „Сільський господар“ у Львові, автор кількох книжок на господарські теми».

## Наукова діяльність
Вивчав флору і фауну західноукраїнських земель. Свої знання з біології намагався застосувати в господарстві. Опублікував брошури сільськогосподарського профілю — «Пашні буряки» (1912), і «Сумішки конюшини з травами» (1913).
Найважливішими науковими працями Григорія Величка є: «Галичина» (1892), «Народописна карта українсько-руського народу» (1896; на увагу заслуговує незвичне мірило мапи — 1:1680000), «Географія України-Руси» (незавершена, 1902) та «Географічні умови розвитку міст на Україні» (1930).
Своїми картами-врізками: «Осади малоруські в губернії Самарській і Оренбурзькій» та «Край приамурський» Г. Величко, чи не вперше, виділив два великі регіони українського колонізаційного освоєння в північно-східній Євразії, відомі пізніше відповідно під назвою «Сірий Клин» і «Зелений Клин».
Разом з Володимиром Кубійовичем (праця «З антропогеографії Нового Санча», 1927) та Оленою Степанів (праці: «Київ», 1938 та «Сучасний Львів», 1943) їх вважають засновниками напрямку «Геоурбаністика» в українській суспільній географії. Передумовою цього є видання ним у 1930 р. праці «Географічні умови розвитку міст на Україні», яка містить інформацію щодо тогочасної кількості міських поселень на території краю, причин виникнення міст як у світі, так і в Україні, особливостей наростання світових урбанізаційних процесів протягом всієї історії людства, ролі географічних факторів у процесі містоформування.
Також найбільшим досягненням того часу можна вважати детальне дослідження Г. Величком міських поселень України на рівні окремих природних районів, які так виділяє автор: 1) Полісся, 2) Лісостеп, 3) Степ, 4) Металургійно-рудний округ, 5) Донбас.

## Наукові праці Г. Величка
1. «Пластика Земель польсько-руських з щегольнім виглядом Карпат» (Рельєф польсько-руських земель з особливою увагою до Карпат). — ДАЛО. Ф. 26. Оп. 4. Сп. 150.
2. Галиция // Энциклопедический словарь Ф. Брокгауза — И.ЕфронА. — Санкт-Петербург, 1892. — Т. УІІ А.
3. Деякі замітки до етнографічної карти Руси-України // Діло. — Львів, 1893. — 18 березня.
4. Політичні і торговельні взаємини Руси і Византиї в X і XI століттях [Архівовано 31 січня 2017 у Wayback Machine.] // Записки Наукового товариства імени Шевченка. — Львів, 1895. — Т. VI.
5. Означення рисунку в науці географії і застосування того ж на тлі плану, обов'язкового в гімназіях // Справоздання дирекції С. К. Вищого гімназичного реального імені Франциска Йосифа в Дрогобичі за рік шкільний 1895. — Львів, 1895. — 26 с.
6. Вплив вітрів на асиметрію долин Східноєвропейської низини // Звіт дирекції ц.к. II гімназії в Перемишлі за р. н. 1896/96. — Перемишль, 1896.
7. Народописна карта українсько-руського народу. — Львів, 1896.
8. Мала народописна карта українсько-руського народу. — Львів, 1897.
9. Опис руської землі (до народописної карти українсько-руського народу)// Ілюстрований народний календар «Просвіти» за звичайний рік 1897. — Львів, 1897.
10. Географія України-Руси (незаверш.) // Зб. Праць істор. — філософ. Секції НТШ. — Львів, 1902. — Т. 5.
11. Плекання городини. — Львів, 1905.
12. Городництво. — Львів, 1909.
13. Селянський город яринний. — Львів, 1911.
14. Кукурудза карличок (Нанероттоло). — Львів, 1913.
15. Управа люпину або вовкині. — Львів, 1913.
16. На що можна б звернути увагу на господарській роботі у Львівській філії?// Господарська часопись. — 1913. — Річник ІУ. — С. 2—4.
17. Львівський повіт щодо молочних корів та причини гіршої господарки у наших селян// Господарська часопись. — 1913. — Річник ІУ. — 10 листоп. — С. 327—330.
18. Господарські задачі Радехівської філії // Господарська часопись. — 1913. — Річник ІУ. — Ч.2 — 25 січня. — С. 17—20.
19. Сумішки конюшини з травами. — Львів, 1914.
20. Пашні бураки. — Львів, 1916.
21. Географічні області Галичини (рукопис). Львів (?), 1925.
22. Географічні умови розвитку міст на Україні // Записки Українського науково-дослідного інституту географії та картографії. — Харків. — 1930. — Т. 2.
23. Нормальне харчування та значення городини. — 1931.